# Mikroregion Macacu-Caceribu

Mikroregion Macacu-Caceribu

Mikroregion Macacu-Caceribu – mikroregion w brazylijskim stanie Rio de Janeiro należący do mezoregionu Baixadas. Ma powierzchnię 1.417,982 km²

## Gminy
- Cachoeiras de Macacu
- Rio Bonito